# Archers of Loaf
Archers of Loaf – amerykański zespół grający indie rock. 
Zespół powstał na początku lat dziewięćdziesiątych. Po wydaniu 5 albumów zespół zawiesił działalność. Eric Bachmann założył Crooked Fingers, w którym gra także Matt Gentling.

## Członkowie
- Eric Bachmann – wokal, gitara
- Matt Gentling – gitara basowa
- Eric Johnson – gitara
- Mark Price – perkusja

## Dyskografia
- Icky Mettle (1994)
- Vee Vee (1995)
- All the Nations Airports (1996)
- The Speed of Cattle (1996)
- White Trash Heroes (1998)
- Seconds Before the Accident (2000)